# Янко Янков (учен)
Вижте пояснителната страница за други личности с името Янко Янков.
Янко Николов Янков-Вельовски е български юрист и правозащитник, дисидент, преподавател по право в Пловдивския университет.

## Биография
Роден е в монтанското село Клисурица. Основно образование завършва през 1958 г. в родното си село, а гимназия – през 1962 г. в град Монтана (тогава – Михайловград). Военната служба отбива в периода между есента на 1962 и есента на 1964 г. През 1967 г. е приет да следва в Софийския университет – първоначално във Факултета по славянски филологии със специалност „Българска филология“, а по-късно – през декември 1973 г. – завършва висше образование в Юридическия факултет и се дипломира в специалността „Право“.
Първите си научни разработки и публикации Янко Янков прави още като студент в трети курс, а през април 1974 г. спечелва конкурс и започва научната си кариера като изследовател (научен сътрудник) в Института за държавни и правни науки (днес – Институт за правни науки) при Българската академия на науките и като преподавател (асистент) в Юридическия факултет на Софийския университет.
Макар и доста предпазливо, но още през 1975 г. той пристъпва към интензивно практическо осъществяване на тезата за използване на високата си юридическа квалификация за осъществяване на дейност в защита на нарушените индивидуални права на близки и доверени хора (като форма на юридическа и политическа съпротива срещу тоталитарната комунистическа система). От разсекретени архиви на Държавна сигурност (ДС) днес е видно, че именно по същото време Янко Янков вече е станал обект на рутинно наблюдение от тайните служби. През 1978 г. разширява обхвата на дейността си, като включва и защитата на нарушените права на множество други хора, в резултат на което наблюдението на тайните служби прераства в специално.
На 22 май 1984 г. Янко Янков е арестуван и са му предявени три обвинения за: 1) създаване и ръководене на противодържавна организация; 2) извършване на противодържавна пропаганда против България, Съветския съюз и социалистическите страни-членки на военния блок „Варшавски договор“; 3) подстрекаване на чужди държави към враждебни действия против България. Още от момента на арестуването му той издига тезата, че е невинен, при което изрично и дори демонстративно подчертава, че е „невинен поради липса на доказателства“ (а не на деяние).
На 24 декември 1984 г. Янко Янков е осъден на 12 години затвор при изключително строг режим, а през 1985 г. присъдата му е „коригирана“ на 6 г. и половина при същия строг режим. От разсекретени архиви на българския филиал на КГБ днес е видно, че арестуването, осъждането и специалното му третиране в затвора са били обезпечени чрез провеждането на няколко строго секретни оперативни мероприятия, кодовите наименования на които са „Гадния“, „Дивия“, „Злобара“, „Твърдоглавия“, „Терорист“, „Непокорник“ и „Дракон“.
Само две седмици след арестуването му Държавният департамент на САЩ излиза със специален доклад (прочетен на 6 юни 1984 г. по Радио „Свободна Европа“), в който името на Янко Янков е посочено като име на български гражданин, лишен от човешки права, а след това правозащитната организация „Амнести Интернешънъл“ го обявява за лице, намиращо се под нейна закрила.
При пребиваването на Янко Янков в затвора международните правозащитни организации „Амнести Интернешънъл“ и „Хелзинки Уоч“ го обявяват за Политически затворник №1 на България. American Bar Association, Lawyers Committee for Human Rights и редица други национални и международни правозащитни организации провеждат протестни акции против българското комунистическо правителство във връзка с противозаконното задържане и осъждане на Янко Янков. Радиостанциите „Свободна Европа“, „Гласът на Америка“ и „БиБиСи“ излъчват множество предавания, посветени на неговата дейност и на нечовешкото му третиране в затвора. През март 1989 г. президентът на Социалистическия интернационал Вили Бранд официално изнася пред конгреса на организацията редица факти за политическата и правозащитна дейност на Янко Янков, както и за специфичната система за репресиране, на която той е обект в българските затвори.
Самоубива се на 78 години на 4 юни 2023 г.